# Lijst van speciale afleveringen van Blackadder
Dit is een lijst van speciale afleveringen van de Britse televisieserie Blackadder.

## The Pilot Episode
Dit was de pilotaflevering van de originele reeks, opgenomen in 1982. De aflevering is nooit in Engeland uitgezonden. In deze aflevering wordt de rol van Baldrick nog vertolkt door Philip Fox.
De aflevering bevat nog geen buitenopnames vanwege het beperkte budget. Alle opnames zijn gemaakt op interne sets, gelijk aan de tweede reeks van de serie. 
De aflevering circuleert wel onder fans en op internet. Het script is later (her)gebruikt voor de episode "Born to be king" en bevat verschillende andere grappen. Ook komen er grappen in voor die in de uiteindelijke reeks in andere afleveringen zijn gebruikt.

## Blackadder: The Cavalier Years
Deze vijftien minuten durende special speelt zich af in november 1648 en vindt daarmee chronologisch gezien plaats tussen “Blackadder II” en “Blackadder the third”. De aflevering werd opgenomen in 1988.
De aflevering behandelt de laatste dagen van de Engelse Burgeroorlog. Sir Edmund Blackadder en zijn dienaar Baldrick zijn de laatste twee mannen die nog loyaal zijn aan de verslagen koning Karel I van Engeland (gespeeld door Stephen Fry). Dit omdat ze de koning als hun enige manier van overleving zien. Door een misverstand tussen Oliver Cromwell (Warren Clarke) en Baldrick wordt de koning gearresteerd en naar de Tower of London gebracht. De rest van de aflevering draait om Blackadder en Baldrick die proberen de koning te bevrijden.

## Blackadder’s Christmas Carol
Deze special werd opgenomen in 1988, en speelt zich chronologisch gezien af tussen “Blackadder the third” en “Blackadder Goes Forth”. Het verhaal is een parodie op het beroemde verhaal A Christmas Carol van Charles Dickens. 
De Ebenezer Blackadder in deze aflevering is in tegenstelling tot zijn voorouders een sociaal, meelevend en bovenal gul mens. Iedereen maakt echter volop misbruik van zijn goedheid. Op kerstavond krijgt hij bezoek van een geest (Robbie Coltrane). Deze laat hem zien hoe slecht zijn voorouders waren en hoe goed Blackadder in feite is. Blackadder is echter zeer onder de indruk van zijn slechte voorouders. Dan maakt de geest  de fout zich te laten overhalen om Blackadder de toekomst van zijn nakomelingen te tonen. Blackadder krijgt twee mogelijke toekomsten te zien: een die zal plaatsvinden als hij zo sociaal blijft als hij nu is, en een die zal plaatsvinden als hij net zo wordt als zijn voorouders. Het tweede toekomstbeeld, waarin zijn verre nakomeling heerser wordt over het universum, bevalt Blackadder zo goed dat hij prompt zijn leven verandert en zich als zijn voorouders gaat gedragen. 

## The Shakespeare Sketch
Een sketch gemaakt in 1989. Hierin is Blackadder de impresario van Shakespeare (Hugh Laurie) die vindt dat de vijf uur durende versie van Hamlet te lang is en zodoende schrapt hij verschillende passages. Hierdoor wordt o.a. "To be or not to be" tot stand gebracht, omdat de originele versie het "zijn" bevat en daardoor veel te lang is. 
Deze sketch wordt ten onrechte aangezien voor een deel van de Blackadderreeks. Omdat Rowan Atkinson en Hugh Laurie een historische sketch spelen, nemen veel mensen aan dat het een Blackaddersketch is. De naam van Blackadder wordt echter niet genoemd en ook komt Baldrick er niet in voor. Richard Curtis, de auteur, vertelde later dat het niet bedoeld was als Blackaddersketch.

## Blackadder and the King's Birthday
Een korte sketch met Stephen Fry als Koning Karel II van Engeland.

## Blackadder: Back and Forth
Dit is een 34-minuten durende "millennium special", uitgezonden in 1999. Deze episode werd getoond in een zaaltje bij het Millennium Dome in Londen, op verschillende tv-zenders en uiteindelijk tezamen met The Cavalier Years en een 'making of', genaamd "Baldrick's video diary" op dvd uitgebracht.
De hedendaagse Edmund Blackadder bouwt een zogenaamde tijdmachine als onderdeel van een practical joke. Door een fout van Baldrick blijkt de machine opeens echt te werken. Samen maken ze een reis door de tijd, waarbij ze onder andere enkele van Blackadders voorouders (uit de vier reeksen van de serie) ontmoeten. Blackadder en Baldrick worden in het verleden verward met hun voorouders. Blackadder besluit deze situatie in zijn voordeel te gebruiken om ervoor te zorgen dat zijn familie eindelijk heerser over Engeland wordt.
Bij terugkomst in het heden is Blackadder koning, en Baldrick minister-president in een land waarvan de regering is afgeschaft. 

## Blackadder: The Army Years
Een korte sketch met de hedendaagse Blackadder (dezelfde als uit Blackadder Back and Forth). De sketch werd opgevoerd in het Dominion Theatre voor de Royal Variety Performance 2000. 

## Blackadder Rides Again
Een 60-minuten durende documentaire, uitgezonden door de BBC op 25 december 2008 ter viering van het 25-jarig bestaan van de Blackadder-franchise. De documentaire bevat interviews met de primaire castleden en andere mensen die aan de series hebben bijgedragen, waaronder Rowan Atkinson, Stephen Fry, Hugh Laurie, Richard Curtis, Ben Elton, Miranda Richardson, Tim McInnerny en Tony Robinson en enkele nooit eerder uitgezonden fragmenten.
Media: Afleveringen · The Black Adder · Blackadder II · Blackadder the Third · Blackadder Goes Forth · speciale afleveringen

Personages: Blackadder · Baldrick · overig